# Ronnie Spector
Veronica Greenfield (født Veronica Yvette Bennett den 10. august 1943, død 12. januar 2022), kendt som Ronnie Spector, var en amerikansk sanger, der i 1957 dannede pigegruppen The Ronettes med sin storesøster Estelle Bennett og deres kusine Nedra Talley. Bennett var frontfigur i gruppen i den periode, hvor musikproduceren Phil Spector producerede hovedparten af gruppens udgivelser. Hun giftede sig i 1968 med Phil Spector, som hun blev skilt fra i 1972.
Bennett var forsanger på Ronettes' hits i begyndelsen og midten af 1960'erne, herunder "Be My Baby" (1963), "Baby, I Love You" (1963), "The Best Part of Breakin' Up" (1964) og "Walking in the Rain" (1964). Hun påbegyndte i 1964 en solokarriere. Efter 1980 udgav hun fire studiealbum.
Bennett har været beskrevet som den oprindelige "bad girl of rock and roll". Hun udgav i 1990 sine erindringer Be My Baby: How I Survived Mascara, Miniskirts, and Madness, Or, My Life as a Fabulous Ronette.Hun blev i 2007 optaget i Rock and Roll Hall of Fame som medlem af The Ronettes.
Hun døde den 12. januar 2022 efter at have været syg af cancer i en periode.

## Galleri
- Ronnie Spector 1971
- Ronnie Spector 2000.
- Ronnie Spector 2010.
- Ronnie Spector 2014.
- Ronnie Spector, London 2015.

## Discografi

### The Ronettes
- Presenting the Fabulous Ronettes Featuring Veronica, 1964
- The Ronettes Greatest Hits – Volume 1, 1981
- The Ronettes Greatest Hits – Volume 2, 1981
- The Best of The Ronettes, 1992

### Soloalbum
- Siren (1980)
- Unfinished Business (1987)
- The Last of the Rock Stars (2006)
- English Heart (2016)

### EP'ers
- She Talks to Rainbows EP, 1999
- Something's Gonna Happen EP, 2003
- Best Christmas Ever EP, 2010

### Solo-singler
- 1964: "So Young" (Phil Spector 1)
- 1964: "Why Don't They Let Us Fall in Love" (Phil Spector 1)
- 1971: "Try Some, Buy Some" (Apple 1832)
- 1975: "You'd Be Good For Me" (Tom Cat YB-10380)
- 1976: "Paradise" (Warner Spector SPS 0409)
- 1977: "Say Goodbye To Hollywood" (Epic 8-50374)
- 1978: "It's a Heartache" (Alston 3738)
- 1980: "Darlin'" (Polish PR-202)
- 1987: "Who Can Sleep" (Columbia 38-07082)
- 1987: "Love On a Rooftop" (Columbia 38-07300)